# 11302 Rubicon
11302 Rubicon este o planetă minoră (asteroid) din centura de asteroizi. A fost descoperită pe 27 ianuarie 1993 la observatoire de la Côte d'Azur⁠(d) de Eric Walter Elst și a fost numită după Rubicon. 
Obiectul prezintă o orbită caracterizată de o semiaxă mare de 2,8008293 UAi, o excentricitate de 0,07, o înclinație de 1,83744 ° în raport cu ecliptica.